# María Juana de Austria

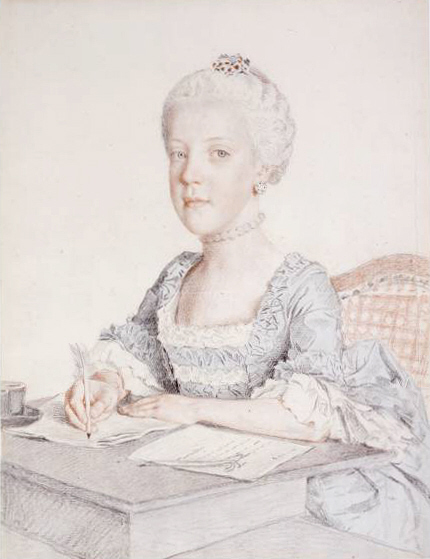
María Juana de Habsburgo-Lorena por Jean-Étienne Liotard.

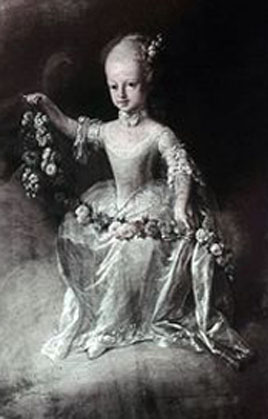
María Juana de Habsburgo-Lorena por Franz Anton Maulbertsch.

María Juana Gabriela de Habsburgo-Lorena (Viena, 4 de febrero de 1750-Viena, 23 de diciembre de 1762), archiduquesa de Austria, fue la octava hija de María Teresa I de Austria y Francisco I del Sacro Imperio Romano Germánico. Fue descrita como agradable y bondadosa, falleció de viruela a la edad de 12 años.

## Biografía
María Juana fue descrita como amable y dulce, muy unida a su hermana María Josefa, un año menor. Ambas niñas compartían la misma habitación.
María Juana formaba parte de una serie de niños que nacían poco a poco y así fue colocada en el Kindskammer (la guardería imperial) junto con sus hermanos María Josefa, María Carolina, Fernando Carlos, María Antonia y Maximiliano Francisco; eran principalmente atendidos por damas de compañía y sus asistentes. A la edad de cinco años, Juana recibió su propio conjunto de habitaciones en el palacio imperial y algunos tutores adicionales. Tenía una buena relación con sus hermanos, aunque con las frecuentes peleas fraternales, ya que María Teresa animaba a sus hijos a llevarse bien.
Juana estaba muy unida a su hermana María Josefa; las dos fueron educadas juntas y tenían los mismos ayos y ayas, como se llamaba a los tutores masculinos y femeninos en la familia imperial. Las niñas disfrutaron de una educación variada que fue supervisada de cerca por sus padres. Debido a su prematura muerte, la educación de Juana cubrió solo una fase de las dos que María Teresa había creado para sus hijos: estudió Lectura, Escritura, Latín, Francés, Italiano, Griego, Español, Alemán, Inglés, Historia, Geografía, Agrimensura, Arquitectura Militar, Matemáticas, Música, Danza y Gimnasia, así como Estudios Religiosos desde los tres años.
Fue prometida en matrimonio con el rey Fernando I de las Dos Sicilias, hijo de Carlos III de España, pero murió de viruela el 23 de diciembre de 1762 a los doce años.
En la segunda mitad del siglo XVIII, la viruela asolaba el Sacro Imperio Romano Germánico. Leopold Mozart, padre de Wolfgang Amadeus Mozart, escribió que «en toda Viena no se hablaba de nada excepto de la viruela. Si 10 niños estaban en el registro de defunciones, 9 de ellos habían muerto de viruela». El hermano mayor de María Juana de Austria, Carlos José de Austria, murió de viruela en 1761 y María Teresa se convirtió en una firme defensora de la inoculación, una forma primitiva de inmunización. Para dar un buen ejemplo, la Emperatriz ordenó la inoculación de todos sus hijos restantes. Aunque sin incidentes para los demás niños, María Juana enfermó tras la inoculación y murió poco después. Fue enterrada en la Cripta Imperial de Viena.

## Títulos y tratamientos
Esta tabla aún no está actualizada. Puedes contribuir aportando información sobre títulos y tratamientos de esta persona.

## Ascendencia
| María Juana | Padre: Francisco I del Sacro Imperio Romano Germánico | Abuelo paterno: Leopoldo I de Lorena                         | Bisabuelo paterno: Carlos V de Lorena                      |
| María Juana | Padre: Francisco I del Sacro Imperio Romano Germánico | Abuelo paterno: Leopoldo I de Lorena                         | Bisabuela paterna: Leonor María Josefa de Habsburgo        |
| María Juana | Padre: Francisco I del Sacro Imperio Romano Germánico | Abuela paterna: Isabel Carlota de Borbón-Orleans             | Bisabuelo paterno: Felipe I de Orleans                     |
| María Juana | Padre: Francisco I del Sacro Imperio Romano Germánico | Abuela paterna: Isabel Carlota de Borbón-Orleans             | Bisabuela paterna: Isabel Carlota de Baviera               |
| María Juana | Madre: María Teresa I de Austria                      | Abuelo paterno: Carlos VI del Sacro Imperio Romano Germánico | Bisabuelo materno: Leopoldo I de Habsburgo                 |
| María Juana | Madre: María Teresa I de Austria                      | Abuelo paterno: Carlos VI del Sacro Imperio Romano Germánico | Bisabuela materna: Leonor Magdalena de Palatinado-Neoburgo |
| María Juana | Madre: María Teresa I de Austria                      | Abuela materna: Isabel Cristina de Brunswick-Wolfenbüttel    | Bisabuelo materno: Luis Rodolfo de Brunswick-Lüneburgo     |
| María Juana | Madre: María Teresa I de Austria                      | Abuela materna: Isabel Cristina de Brunswick-Wolfenbüttel    | Bisabuela materna: Cristina Luisa de Oettingen-Oettingen   |